# غوستاف موزر
غوستاف موزر (بالألمانية: Gustav von Moser)‏ (و. 1825 – 1903 م) هو مؤلف، وكاتب ألماني، توفي في غورليتس، عن عمر يناهز 78 عاماً.